# Xilene cianolo
Lo xilene cianolo può essere usato come tracciante colorato per monitorare il processo di migrazione nell'ambito dell'elettroforesi su gel di agarosio e dell'elettroforesi su gel di poliacrilammide. Possono essere usati per lo stesso scopo anche altri coloranti come il blu di bromofenolo e l'Orange G.

## Velocità di migrazione
In gel di agarosio all'1%, lo xilene cianolo migra in genere in modo simile ad una molecola di DNA di 4000 paia di basi. Lo xilene cianolo o altri traccianti colorati, migrano su un gel di poliacrilammide al 6% alla velocità di un frammento di DNA di 140 paia di basi.